# 湯瑪士溪鱂
湯瑪士溪鱂，為輻鰭魚綱鯉齒目鰕鱂亞目溪鱂科的其中一種，為熱帶淡水魚，分布於南美洲委內瑞拉，體長可達3.7公分，棲息在底中層水域。

## 擴展閱讀
維基物種上的相關：湯瑪士溪鱂